# Tornallyay Zoltán
Tornallyay Zoltán (Tornalja, 1882. december 20.  –  Tornalja, 1946. október 18. ) magyar építész.

## Tanulmányai, munkássága
1901 és 1905 között végezte tanulmányait Budapesten. Pecz Samu, Hauszmann Alajos és Schulek Frigyes tanítványa volt. 1908-ban ösztöndíjasként Olaszországban, Svájcban és Franciaországban járt. 1910-ben Takáts László építésszel közösen nyitott tervezőirodát Budán. Számos pályázaton vettek részt közösen, több díjat nyertek.
1909 körül részt vett a Műegyetem tervezési munkálataiban Pecz Samu mellett.
1913-ban, miután Kós Károly hazaköltözött Erdélybe, Tornallyai vette át a budapesti Wekerletelep építésének vezetését. Az első világháborúban Galíciában és Olaszországban szolgált katonaként. Hazatérése után Tornalján folytatta építészi munkáját.
Stílusa a század eleji nemzeti törekvésekből indult ki, de a nemzetközi, modern törekvések is hatottak rá.
Építészi tevékenysége mellett társadalmi kötelezettségeket is vállalt. 1929-től a szlovákiai tiszáninneni református egyházkerület főgondnoka volt. A tornaljai református templomot az ő tervei alapján újították fel 1936–1937-ben.